# Xestoleptura octonotata
Xestoleptura octonotata är en skalbaggsart som först beskrevs av Thomas Say 1824.  Xestoleptura octonotata ingår i släktet Xestoleptura och familjen långhorningar. Inga underarter finns listade i Catalogue of Life.